# 伊藤敦
伊藤敦（日语：／ Itō Atsushi，1964年5月19日—），日本男子摔跤运动员。他曾代表日本参加1994年亚洲运动会摔跤比赛，获得一枚银牌。他也曾参加1988年和1992年夏季奥林匹克运动会。